# Развод (телесериал)
«Разво́д» (англ. Divorce) — американский комедийный телесериал, созданный Шэрон Хорган. Премьера сериала состоялась 9 октября 2016 года на телеканале HBO. Главные роли исполнили Сара Джессика Паркер и Томас Хейден Чёрч.

## В ролях

### Основной состав
- Сара Джессика Паркер в роли Фрэнсис Дюфресни, женщины, пытающейся начать всё сначала
- Томас Хейден Чёрч в роли Роберта Дюфресни, мужа Фрэнсис
- Молли Шэннон в роли Дианы, подруги Фрэнсис
- Талия Болсам в роли Даллас Холт, близкой подруги Фрэнсис
- Трейси Леттс в роли Ника, мужа Дианы
- Стерлинг Джеринс в роли Лилы Дюфресни, дочери Фрэнсис и Роберта
- Чарли Килгор в роли Тома Дюфресни, сына Фрэнсис и Роберта

### Второстепенный состав
- Джемейн Клемент в роли Джулиана Рено
- Дин Уинтерс в роли Тони Сильверкрика
- Джеффри Деманн в роли Макса Бродкина
- Юл Васкес  — Крэйга Андерса
- Алекс Вулфф в роли Коула Холта
- Киша Золлар в роли Грейс
- Хорхе Чапа в роли Себастьяна
- Дэнни Гарсиа в роли Гэбриела

## Производство
В декабре 2014 года стало известно, что Сары Джессика Паркер получила роль в пилотном эпизоде «Развода», а также станет продюсером этого шоу. В феврале 2015 года Молли Шэннон, Томас Хейден Чёрч и Джемейн Клемент присоединились к актёрскому составу телесериала. В ноябре 2015 года кастинг прошёл Алекс Вулфф, а в декабре — Стерлинг Джеринс. 14 ноября 2016 телесериал был продлён на второй сезон, который вышел в 2018 году. 2 ноября 2018 года HBO продлил сериал на третий сезон, который, как стало известно в день его премьеры, стал последним.
Местом съёмок телесериала стал Нью-Йорк (в частности округ Уэстчестер и Статен-Айленд).

## Отзывы критиков
«Развод» получил отзывы в промежутке между смешанными и положительными. На сайте-агрегаторе Rotten Tomatoes первый сезон держит 63% «свежести», что основано на 51-м отзыве критиков со среднем рейтинге 5,8/10. Критический консенсус сайта гласит: «Хотя „Развод“ поверхностен, чёрный юмор и химия между персонажами попали в точку». На Metacritic у первого сезона 60 баллов из ста, что основано на «смешанных и средних» 37 рецензиях критиков.